# Титлинов, Борис Васильевич
Бори́с Васи́льевич Титли́нов (8 сентября (20 сентября) 1879, Вятка — после 1944) — российский и советский церковный историк, публицист. Член Императорского православного палестинского общества, профессор Санкт-Петербургской духовной академии. В 1920-е — 1930-е годы — идеолог обновленчества.

## Биография
Родился в семье чиновника межевого ведомства, скончавшегося до рождения сына. Мать преподавала в гимназии и епархиальном училище.
Окончил Вятское духовное училище (1893), Вятскую духовную семинарию (1899), Санкт-Петербургскую духовную академию со степенью кандидата богословия (1903; первым в выпуске), Санкт-Петербургский археологический институт (1910-е годы). Профессорский стипендиат Санкт-Петербургской духовной академии.
С 1904 года преподаватель философских предметов и дидактики в Литовской духовной семинарии, руководитель церковно-приходской школой при ней. С 1905 года преподаватель в Виленском среднем химико-техническом училище.
Магистр богословия (1905; тема диссертации: «Правительство императрицы Анны Иоанновны в его отношениях к делам православной церкви»).
В 1908 году обвенчан с Верой Афанасьевной Муратовой.
Доцент по кафедре истории Русской Церкви (1908), экстраординарный (1912) и ординарный (1916) профессор Санкт-Петербургской духовной академии.
С 11 марта 1910 по 16 октября 1911 годы редактировал её журнал «Церковный вестник», но был уволен за уклонение от руководящих церковных начал.
В 1910 году лауреат малой Уваровской премии, член Санкт-Петербургского религиозно-философского общества.
В 1911 году защитил диссертацию на соискание учёной степени доктора церковной истории на тему «Духовная школа в России в XIX столетии», однако соответствующее решение совета Санкт-Петербургской духовной академии не было утверждено Святейшим Синодом после негативного отзыва митрополита Антония (Храповицкого) в силу того, что Б. В. Титлинов не ней отстаивал идею автономии духовных академий.
В 1916 году стал доктором церковной истории, защитив диссертацию на значительно менее конфликтную тему: «Гавриил Петров, митрополит Новгородский и С.-Петербургский (1730—1801). Его жизнь и деятельность в связи с церковными делами того времени».
По отзыву Анатолия Краснова-Левитина

крупный эрудит в области церковной истории, человек острого, скептического ума и холодного темперамента, колкий и надменный, он представлял собой тип светского человека, случайно, помимо воли, благодаря происхождению и образованию, связанного с церковью. <…> он не переносил варварских нравов русского духовенства, из которого вышел. В качестве панацеи от всех зол он предлагал «демократические реформы», в силу которых и сам не верил.

## Деятельность в 1917 году
После Февральской революции 1917 года стал одним из соратников нового обер-прокурора Синода Владимира Львова, выступил с инициативой создания на основе издававшегося Синодом «Всероссийского церковно-общественного вестника» и неофициальной части «Церковных ведомостей» нового органа церковной прессы, который стал бы пропагандировать идеи церковных реформ. В апреле 1917 года, после передачи «Всероссийского церковно-общественного вестника» духовной академии, Титлинов был избран его главным редактором — в этом качестве он активно выступал за обновление церкви на демократических началах. Такая точка зрения принципиально расходилась с позицией церковной иерархии и значительной части верующих, в том числе большинства участников Поместного собора 1917—1918 годов.
Также с апреля 1917 года был членом Учебного комитета при Синоде. В июле 1917 года являлся товарищем председателя Первого Всероссийского съезда духовенства и мирян, один из инициаторов создания Союз демократического духовенства и мирян, в работе которого участвовали многие будущие деятели обновленческого движения. Был избран членом Предсоборного совета.
Будучи членом Всероссийского Поместного Собора (участвовал в 1-й и 3-й сессиях, член II, III, XII, XIII, XX отделов), был одним из главных противников идеи восстановления патриаршества; в своём выступлении 21 октября 1917 года обосновывал тезис, согласно которому восстановление патриаршества приведёт к абсолютизму в Церквии возможному церковному разделению, что оно существовало при монархии и не соответствует республиканскому государственному устройству. Остался в меньшинстве; более того, его общественная деятельность вызвала недовольство многих членов собора, некоторые консерваторы даже потребовали исключить Титлинова из состава собора ввиду обвинений в «доносительском» характере его публикаций. Кроме того, было принято решение сделать «Всероссийский церковно-общественный вестник» официальным органом собора, что повлекло за собой увольнение Титлинова с должности редактора.

## Деятель обновленчества
В феврале 1918 Титлинов выпустил единственный номер газеты «Мир Божий», в которой призывал не отвергать революцию, а просветлять и одухотворять. С июня 1919 года преподавал на кафедре истории религии историко-филологического факультета Петроградского университета, затем в Вологодском пролетарском университете и в Вологодском институте народного образования. В 1920—1921 годах старший архивариус 2-го отделения IV секции Единого государственного архивного фонда, член Петроградского дома литераторов.
С 1922 года один из идеологов обновленчества. Резко критиковал консерватизм церковной иерархии, обвинял её в сотрудничестве с самодержавием. С 1924 года член президиума обновленческого Священного Синода и Ленинградского епархиального управления, профессор Высшего богословского института в Ленинграде, с 1926 года его проректор, а затем ректор. В 1925 году секретарь Второго обновленческого собора, в 1925—1926 годах ответственный редактор журнала «Вестник Священного Синода Православной Российской Церкви». Одновременно, в 1926—1928 работал помощником библиотекаря Русского отделения Публичной библиотеки, руководил работой по созданию систематического каталога отделения, но был уволен после обвинений идеологического характера (в ошибках в систематизации общественно-политической литературы).
10 февраля 1930 был арестован по обвинению в антисоветской агитации (значительная часть обвинений касалась деятельности Титлинова в 1917—1918; также он обвинялся в антисемитской агитации). Был приговорён к трём годам концлагеря, срок отбывал в СЛОН. 9 июля 1932 года Особое совещание при Коллегии ОГПУ приняло решение о его досрочном освобождении. Поселился в Луге.

## Деятельность во время Великой Отечественной войны
Существовала версия о том, что во время Великой Отечественной войны он, находясь на оккупированной территории, был казнён немецкими властями. Однако в «Церковно-историческом вестнике» (№ 12-13 за 2005—2006) Михаил Шкаровский опубликовал документы, из которых следует, что в 1943 году Титлинов был заместителем бургомистра Луги в составе назначенной немецкими властями администрации.
В начале 1944 ему и его жене Наталье, урождённой Малининой, было разрешено эвакуироваться в Германию в город Оберурзель, где проживала сестра его жены, вышедшая в 1930 году замуж за работавшего тогда в СССР немецкого химика доктора Карла Эбеля. Из документов следует, что в феврале 1944 года супружеская чета Титлиновых находилась в Риге, где ожидала возможности выезда в Германию.

## Сочинения
статьи
- Времена упадка в религии и нравственности // Странник. 1901. — № 1.
- Философ смысла жизни // Русский паломник. 1901. — № 7.
- Отличие учения Екклезиаста о суете жизни от современных пессимистических воззрений на жизнь // Вера и разум. 1901. — № 19.
- К вопросу об отношении митрополита Филарета к расколу // Вера и разум. 1902. — № 9.
- Основные идеи литературного творчества М. Горького и христианские идеалы // Православно-русское слово. 1902. — № 8.
- «Царство Божие» по Евангелию // Странник. 1902. — № 6.
- О роли духовенства в современном общественном движении // Литовские епархиальные ведомости. 1905. — № 13/14.
- Духовная жизнь русского общества по произведениям А. П. Чехова // Странник. 1906. — № 8.
- Из истории духовного образования в первой половине XIX века; Вопрос об академической автономии в исторической обстановке // Странник. 1908. — № 7, 12.
- Духовная школа перед реформой 1808 года; Комитет духовных училищ 1807—1808 гг. и училищные заставы // Христианское чтение. 1908. — № 1, 3.
- К вопросу о материальном обеспечении педагогического персонала духовной школы; Имеет ли духовная школа право на обеспечение со стороны государства? // Церковный вестник. 1908. — № 43-46.
- Быть ли орденам для духовенства? // Приходской священник: журнал для православного духовенства. 1911. — № 48. — 16 с. — С. 5-7
- [Статьи под псевд. П. Волнин] // Речь. 1911—1912.
- [Статьи под псевд. П. Надеждин] // День. 1911—1917.
- [28 статей] // Русский биографический словарь. Т. 11, 25. СПб., 1913—1914.
- Московский митрополит Платон (Левшин) и его участие в церковно-правительственной деятельности своего времени // Христианское чтение. 1912. — № 11.
- Трехсотлетие дома Романовых4 К вопросу о начальной истории христианства на Руси // Христианское чтение. 1913. — № 3, 12.
- Эпизод из истории Св. Синода; Павел Конюшкевич, митрополит Тобольский // Христианское чтение. 1914. — № 3, 9.
- Церковная боль // День. 1915. 12 октября.
- Гавриил Петров, митрополит Новгородский и Санкт-Петербургский (1730—1801): Его жизнь и деятельность, в связи с церк. делами того времени. Пг., 1916;
- Вопрос о приходской реформе в царствование императора Александра II; Вопрос об обеспечении духовенства в царствование императора Александра II // Христианское чтение. 1917. — № 1-6.
- Поводы к разводу; Какую школу создавать?; Отделение Церкви от государства; Союз Церкви; Христианская политика; Политические партии в свете христианства; Чем было московское патриаршество?; К судьбам духовной школы // Всероссийский церковно-общественный вестник. 1917. 5, 9, 17, 25 мая, 14 июня, 3 августа, 7, 14 октября.
- [Статья]; Церковь и политика // Русская воля. 1917. — № 16, 252.
- Лик Христа; Русское патриаршество; Соборный порыв; Истоки соборности // Русское слово. 1917. 17 августа, 27 сентября, № 190, 201.
- По ту сторону… // Русская воля. 1917. 28 сентября.
- [Статья] // Мир Божий. 1918. — № 1.
- Смольный и Церковь // Новые ведомости. 1918. 22 января. № 4.
- Религиозные «бунты» и «инквизиции» на Руси // Русское прошлое: Исторический сборник. 1923. Вып.3;
- К современным толкам о мнимой «самочинности» и «безблагодатности» нового церковного управления и подчиняющейся ему иерархии; Что разделяет Церковь?; О реформах в Церкви // Вестник Св. Синода. 1925—1927.
- Церковь во время революции // Дело великого строительства церковного: воспоминания членов Священного Собора Православной Российской Церкви 1917—1918 годов. — М. : Издательство ПСТГУ, 2009. — 768 с. — С. 296—388

книги
- «Христианство» гр. Л. Н. Толстого и христианство евангелия. — СПб., 1907.
- Правительство императрицы Анны Иоанновны в его отношениях к делам православной церкви. Вильно, 1905.
- Духовная школа в России в XIX столетии. Вып.1. (Время Комиссии духовных училищ): К столетию духовно-учебной реформы 1808 г. Вильна, 1908;
- Духовная школа в России в XIX столетии. Вып.2. (Протасовская эпоха и реформы 60-х годов). Вильна, 1909;
- Ответ на «отзыв» архиепископа Антония Волынского о книге Б. В. Титлинова «Духовная школа в России в XIX столетии». К характеристике положения богословской науки в России. СПб., 1911.
- Ответ на «отзыв» архиеп. Антония Волынского. СПб., 1911.
- О необходимости улучшения положения духовных академий. СПб., 1914.
- Новая церковь. Пг.; М., 1923;
- Церковь во время революции. Пг., 1924;
- Молодёжь и революция. Л., 1925 (2-е изд.).
- Православие на службе самодержавия: Из истории рев. движения учащейся молодежи духовных и средних учебных заведений, 1860—1905 гг. Л., 1924 (2-е изд. 1925);
- Борьба за мир в церкви. Обновление церкви. Самара, 1926;
- Церковное обновление и мир церкви. Пермь, 1926;
- Историческое обоснование обновленческого движения. Самара, 1926;
- Смысл обновленческого движения в истории. Самара, 1926;
- Приходские задачи обновительного церковного движения. Самара, 1927.